# Агуас-Кандідас
Агуас-Кандідас (ісп. Aguas Cándidas) — муніципалітет в Іспанії, у складі автономної спільноти Кастилія-і-Леон, у провінції Бургос. Населення — 60 осіб (2010).

## Географія
Муніципалітет розташований на відстані близько 260 км на північ від Мадрида, 43 км на північ від Бургоса.

### Клімат
| Клімат Агуас-Кандідаса  | Клімат Агуас-Кандідаса | Клімат Агуас-Кандідаса | Клімат Агуас-Кандідаса | Клімат Агуас-Кандідаса | Клімат Агуас-Кандідаса | Клімат Агуас-Кандідаса | Клімат Агуас-Кандідаса | Клімат Агуас-Кандідаса | Клімат Агуас-Кандідаса | Клімат Агуас-Кандідаса | Клімат Агуас-Кандідаса | Клімат Агуас-Кандідаса | Клімат Агуас-Кандідаса |
| Показник                | Січ.                   | Лют.                   | Бер.                   | Квіт.                  | Трав.                  | Черв.                  | Лип.                   | Серп.                  | Вер.                   | Жовт.                  | Лист.                  | Груд.                  | Рік                    |
| Середній максимум, °C   | 6,7                    | 8,9                    | 12,0                   | 13,3                   | 17,2                   | 22,0                   | 26,4                   | 26,7                   | 22,9                   | 16,5                   | 10,7                   | 7,6                    | 15,9                   |
| Середня температура, °C | 2,7                    | 4,1                    | 6,3                    | 7,8                    | 11,4                   | 15,2                   | 18,7                   | 18,9                   | 15,7                   | 10,9                   | 6,2                    | 3,9                    | 10,2                   |
| Середній мінімум, °C    | −1,2                   | −0,6                   | 0,6                    | 2,2                    | 5,6                    | 8,4                    | 11,0                   | 11,1                   | 8,5                    | 5,3                    | 1,6                    | 0,3                    | 4,4                    |
| Днів з опадами          | 8                      | 8                      | 6                      | 9                      | 10                     | 6                      | 4                      | 4                      | 5                      | 8                      | 8                      | 9                      | 85                     |
| ----------------------- | ---------------------- | ---------------------- | ---------------------- | ---------------------- | ---------------------- | ---------------------- | ---------------------- | ---------------------- | ---------------------- | ---------------------- | ---------------------- | ---------------------- | ---------------------- |
| Джерело: www.yr.no      |                        |                        |                        |                        |                        |                        |                        |                        |                        |                        |                        |                        |                        |

## Населені пункти
На території муніципалітету розташовані такі населені пункти: (дані про населення за 2010 рік)
- Агуас-Кандідас: 23 особи
- Кінтанаопіо: 16 осіб
- Ріо-Кінтанілья: 21 особа

## Демографія
Динаміка населення (INE ):